# Helena Magenbuch
Helena Magenbuch, född 14 mars 1523 eller 1524, död 8 september 1597, var en tysk apotekare. 
Hon utnämndes till hovapotekare vid det hertigliga hovet i Württemberg. Det var ett ovanligt ämbete för kvinnor under denna tid, men hon utnämndes av Sibylla av Anhalt, som var känd för att gynna kvinnors rättigheter. Hon efterträddes av Maria Andreae.